# 下廷高
下廷高是德国巴伐利亚州的一个市镇。总面积45.24平方公里，总人口2720人，其中男性1405人，女性1315人（2011年12月31日），人口密度60人/平方公里。